# Fabius Claudius Gordianus Fulgentius
Fabius Claudius Gordianus Fulgentius (auch Fabius Planciades Fulgentius) war ein spätantiker lateinischer Autor des 6. Jahrhunderts, der wahrscheinlich aus Nordafrika stammte.
Fulgentius „der Mythograph“ gehörte offenbar der senatorischen Oberschicht an. Die Identifikation mit dem Bischof Fulgentius von Ruspe (462–532) wird heute meistens abgelehnt, da neuerdings angenommen wird, Fabius Fulgentius habe die Johannis des Goripp gekannt, die erst um 550 entstand. Über sein Leben ist ansonsten nichts Sicheres bekannt.
Von Fulgentius sind mehrere Werke erhalten, die teilweise im Mittelalter eine erhebliche Wirkung erzielten. Neben einer kurzen,  gedichteten Darstellung der Weltgeschichte (De aetatibus mundi et hominis), die unvollendet blieb, sind besonders zwei Schriften von Bedeutung: In den Mythologiae legt Fulgentius zahlreiche klassisch-heidnische Sagen in christlichem Sinne aus; und in der Expositio Virgilianae continentiae secundum philosophos moralis entwickelt er eine ehrgeizige christliche Interpretation von Vergils Aeneis.
Fulgentius gilt heute nicht als herausragender Autor und ist fast vergessen; sein Werk kann aber als Beispiel dafür dienen, dass die klassische Bildung (Paideia) noch in der ausgehenden Spätantike gepflegt wurde.